# Fowtbolayin Akowmb Van
Il Fowtbolayin Akowmb Van, (in armeno Ֆորտբոլային Ակումբ Վան) è una società calcistica armena con sede nella città di Charentsavan. Milita nella Bardsragujn chumb, la massima serie del campionato armeno.
Fondata nel 2019, ha ottenuto la sua prima promozione in Bardsragujn chumb nel 2020.
Disputa le partite in casa allo stadio comunale di Charenstavan, di 5000 posti.

## Organico

### Rosa 2021-2022
Aggiornata al 1º marzo 2022.
| N. |                           | Ruolo | Calciatore            |
| -- | ------------------------- | ----- | --------------------- |
| 2  | Armenia (bandiera)        | D     | Vaspurak Minasyan     |
| 3  | Ecuador (bandiera)        | D     | Silvio Gutiérrez      |
| 6  | Armenia (bandiera)        | D     | Argishti Petrosyan    |
| 7  | Russia (bandiera)         | A     | Vladimir Filippov     |
| 8  | Georgia (bandiera)        | C     | Shota Gvazava         |
| 9  | Georgia (bandiera)        | A     | Kakha Kakhabrishvili  |
| 10 | Armenia (bandiera)        | C     | Benik Hovhannisyan    |
| 11 | Costa d'Avorio (bandiera) | A     | Ipehe Williams        |
| 12 | Armenia (bandiera)        | P     | Arman Meliksetyan     |
| 13 | Ghana (bandiera)          | C     | Emmanuel Mireku Attah |
| 18 | Armenia (bandiera)        | C     | Narek Hovhannisyan    |

| N. |                           | Ruolo | Calciatore             |
| -- | ------------------------- | ----- | ---------------------- |
| 19 | Russia (bandiera)         | D     | Aleksandr Stepanov     |
| 21 | Armenia (bandiera)        | P     | David Papikyan         |
| 22 | Italia (bandiera)         | P     | Domenico Coppola       |
| 23 | Russia (bandiera)         | D     | Dmitri Kuzkin          |
| 27 | Costa d'Avorio (bandiera) | C     | Josue Gaba             |
| 28 | Armenia (bandiera)        | D     | Alexander Hovhannisyan |
| 35 | Sudafrica (bandiera)      | A     | Jaisen Clifford        |
| 77 | Armenia (bandiera)        | C     | Erik Azizyan           |
| 88 | Armenia (bandiera)        | C     | Zaven Badoyan          |
| 96 | Armenia (bandiera)        | C     | Edvard Avagyan         |